# Cujo (film)
Cujo is een film uit 1983 onder regie van Lewis Teague. De film is gebaseerd op de gelijknamige roman van Stephen King. Cujo werd genomineerd voor de Saturn Award voor beste horrorfilm.

## Verhaal
Cujo, de hond van de Cambers, is een enorme sint-bernardshond. De hond is echter een goede lobbes en doet geen vlieg kwaad. Maar op een dag achtervolgt Cujo een konijn. Het konijn vlucht een donker hol in dat vol zit met vleermuizen. Wanneer Cujo met zijn kop in het hol beklemd raakt en veel gaat blaffen, raken de vleermuizen geïrriteerd en wordt hij gebeten door een met rabiës besmette vleermuis. Cujo raakt ook besmet en wordt langzaamaan steeds agressiever en overgevoelig voor lawaai. De hond begint zich ook steeds meer terug te trekken van het gezin Camber.
Zijn baas, Joe Camber, is automonteur en is bezig met de reparatie van een auto van de Trentons. Donna Trenton heeft een geheime affaire met de agressieve Steve Kemp. Ze besluit Kemp te dumpen waardoor Kemp wraakzuchtig wordt. Intussen wordt Cujo steeds hondsdoller. Op een gegeven moment slaan bij Cujo de stoppen door. Hij valt Gary Previer, de buurman van de Cambers aan en bijt hem dood. Als Joe Camber Gary Previer komt bezoeken, vindt hij zijn dode lichaam. Hij wil de politie bellen, maar wordt voortijdig aangevallen en doodgebeten door de hondsdolle Cujo. De vrouw en zoon van Camber zijn intussen naar de zus van de vrouw vertrokken met de bedoeling niet meer terug te keren naar het ongelukkige huwelijk. Er is nu niemand thuis bij hen.
Omdat haar man, Vic, voor zijn werk weg is en ook inmiddels de affaire ontdekt heeft, moet Donna samen met haar zoontje Tad, hun gebrekkige auto bij de Cambers alsnog langsbrengen. Als ze aankomt bij het huis van de Cambers, is het helemaal verlaten. Als Donna uit wil stappen, wordt ze aangevallen door Cujo. Ze weet zich tijdig in haar auto op te sluiten, zodat Cujo haar niet kan pakken. De auto wil inmiddels niet meer starten en Cujo begint de auto te bewaken. Het is echter heel heet en Tad begint uit te drogen. Vroeg of laat zal Donna uit de auto moeten, om iets te doen. Inmiddels slaat Kemp het meubilair in het huis van de Trentons kort en klein. Als Vic hierachter komt denkt hij dat Kemp zijn vrouw en zoon ontvoerd heeft.
Omdat Donna en Tad naar de garage van Joe Camber zouden gaan wordt er een agent naar de Cambers gestuurd. De agent wordt door Cujo gedood, voor hij iets kan doen. Als de agent niet terugkomt, wil Vic naar de Cambers. Inmiddels moet Donna actie ondernemen. Ze stapt de auto uit met een honkbalknuppel en begint tegen Cujo te vechten. Ze slaat hem net zo lang tot hij niet meer overeind komt. Als ze wil bellen, blijkt dat Cujo de telefoon vernield heeft. Dan blijkt dat Cujo nog leeft en hij valt Donna aan. Donna schiet hem dood met de revolver van Joe Camber. Later komt Vic aan bij het huis van de Cambers. Tad komt langzaamaan weer bij.

## Rolverdeling
| Acteur              | Personage                           |
| ------------------- | ----------------------------------- |
| Dee Wallace-Stone   | Donna Trenton                       |
| Danny Pintauro      | Tad Trenton                         |
| Daniel Hugh Kelly   | Vic Trenton (als Daniel Hugh-Kelly) |
| Christopher Stone   | Steve Kemp                          |
| Ed Lauter           | Joe Camber                          |
| Billy Jayne         | Brett Camber (als Billy Jacoby)     |
| Kaiulani Lee        | Charity Camber                      |
| Mills Watson        | Gary Previer                        |
| Arthur Rosenberg    | Roger Breakstone                    |
| Sandy Ward          | Agent Bannerman                     |
| Terry Donovan-Smith | Harry, de postbode                  |
| Moe / Gary Morgan   | Cujo                                |

## Achtergronden
- Anders dan in het boek overleeft het zoontje in de film het gehele gebeuren. In het oorspronkelijke verhaal overlijdt het jochie aan de gevolgen van uitdroging. Dit einde vonden de filmmakers toch wat te duister voor de film.